# Scheiße (chanson)
Pistes de Born This Way
Hair Bloody Mary
Scheiße (en français  : Merde) est une chanson de l'artiste américaine Lady Gaga issue de son troisième album studio Born This Way (2011). 

## Développement
Scheiße a été écrit et produit par Lady Gaga et RedOne. La chanson a été enregistrée à l'origine dans le Tour Bus en Europe en 2010, et a ensuite été remixé à Larrabee Sound Studios au nord d'Hollywood, Californie par Trevor Muzzy. Gaga déclare que la chanson a été inspirée après une nuit de fête à Berlin. Elle déclare : « Scheiße a aussi un autre sens. Cette chanson est vraiment au sujet de vouloir être une femme forte et d'être courageux, sans toutes les conneries qui se trouvent sur votre chemin ».
Scheiße a été introduit dans un défilé de Thierry Mugler qui se tenait le 19 janvier 2011 en tant que remix. Lors du défilé, Gaga s'est également présentée sur la scène. Le remix comportait un battement de danse avec des extraits de mots allemands. Il a pris fin avec les paroles : « Je vais vous sortir ce soir / dire ce que vous voulez ». Le 20 janvier 2011, le directeur créatif de Thierry Mugler, Nicola Formichetti, réalise la première d'un court-métrage marqué par le remix.

## Interprétation en direct

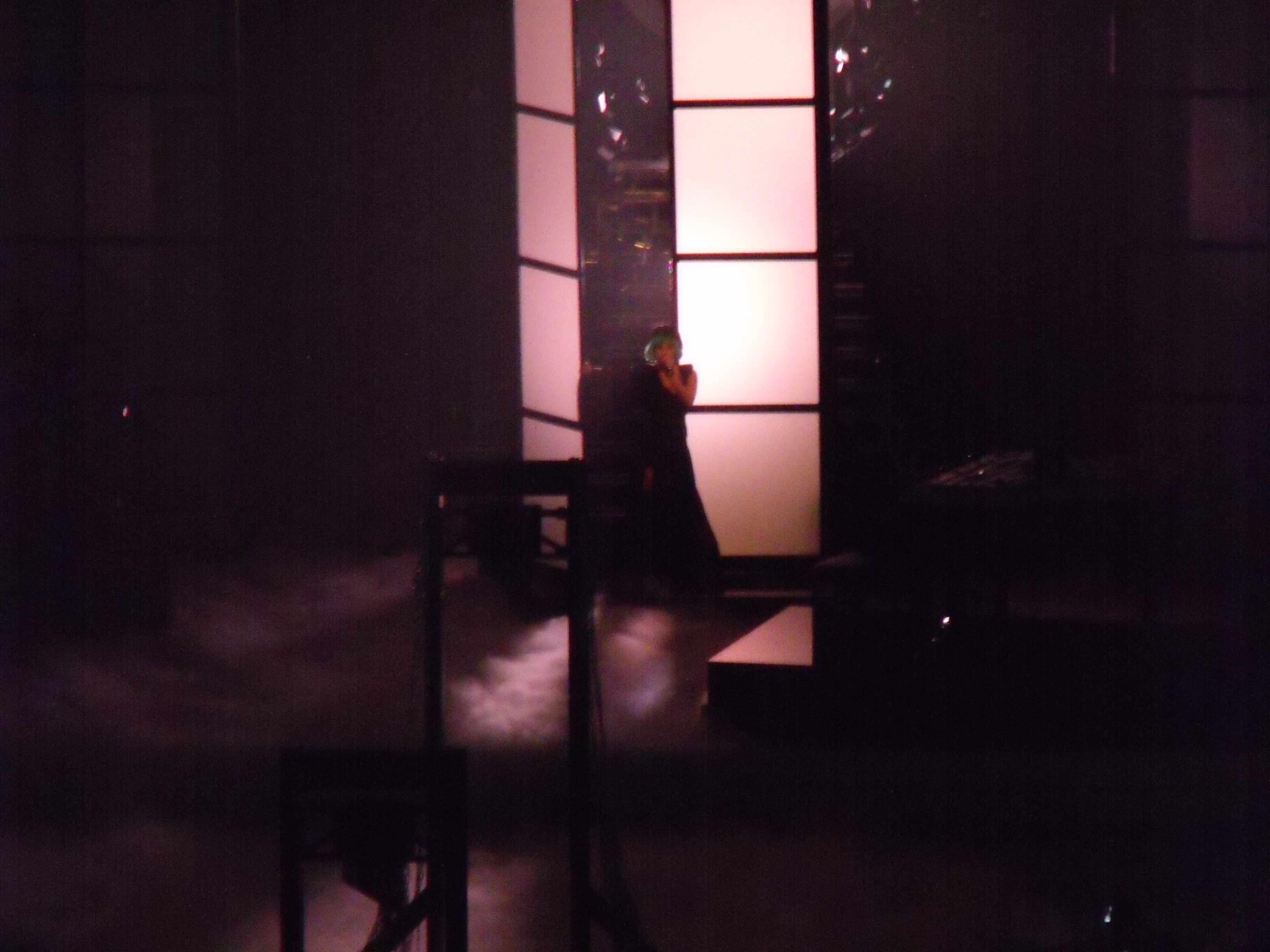
Lady Gaga interprétant Scheiße lors du Germany's Next Topmodel le 9 juin 2011

Lady Gaga interprète le début de cette chanson le 6 juin 2011, pendant la finale du Germany's Next Top Model. Elle l'interprète une seconde fois en version courte le 23 septembre 2011 à l'occasion d'un concert pour IHeartRadio Music Festival. La chanson est interprétée pour sa tournée mondiale Born This Way Ball Tour et plus tard lors du Joanne World Tour.

## Crédits et personnel
- Lady Gaga – voix, écriture et productrice
- RedOne – écriture, production, édition vocale, arrangement vocal, ingénierie audio, instrumentation, programmation et enregistrement dans le Tour Bus en Europe
- Trevor Muzzy – enregistrement, édition vocale, ingénierie audio et mixage audio à Larrabee, North Hollywood, Los Angeles, Californie
- Gene Grimaldi – mastering au Oasis Mastering, Burbank, Californie

Crédits issues des notes linéaires de l'album Born This Way.

## Réception et classement par pays
Scheiße a reçu des critiques positives, certains spécialistes de la chanson voit Scheiße comme un point culminant de l'album. En revanche le site Slant Magazine compare favorablement Scheiße à des chansons de Madonna en déclarant que Lady Gaga reprend le thème « féministe » que Madonna avait abordé dans les années 1990. Le Village Voice a appelé la chanson Scheiße une highlight de l'album (c'est-à-dire ce qui le met en lumière), mais s'est interrogé sur la sincérité des paroles féministes. Kerri Manson, de Billboard trouvé que la chanson avait l'air « datée » mais le refrain et entrainant.Tim Jonze du journal The Guardian a également trouvé le refrain de la chanson « ridiculement accrocheur » et a estimé qu'il était l'aspect le plus important de la chanson.Jody Rosen de Rolling Stone a appelé le battement de la chanson « un coup de poing Eurodisco ».Mais l'allemand de Gaga dans la chanson a été critiquée par le magazine, qui l'a appelé « un charabia qui semble allemand, mais qui n'en est pas ». Caryn Ganz de Spin appelé les premières lignes de la chanson « Je ne parle pas allemand, mais je ne peux si vous voulez. » hilarante et ridicule. Tris McCall du New Jersey Herald a par contre qualifié Scheiße de « chanson de la semaine » et il veut que ce soit le prochain single de Gaga de Born This Way, en notant qu'il n'est pas moins absurde que les singles précédents. Nathan Heller déclara par rapport à la chanson qu'elle est digne des pistes de danse de la Méditerranée, tout en le déclarant comme étant sur mesure à un public international.
| Classement (2011)                             | Meilleure position |
| --------------------------------------------- | ------------------ |
| Canada Hot Digital Songs                      | 67                 |
| Allemagne Classement téléchargement           | 90                 |
| Corée du Sud Classement Gaon                  | 20                 |
| Royaume-Uni Classement single                 | 136                |
| États-Unis Bubbling Under Hot 100 Singles     | 11                 |
| États-Unis Hot Dance/Electronic Digital Songs | 4                  |

## Clip non-officiel
Scheiße fait également l'objet de la création d'un fanclip que Lady Gaga et RedOne ont autorisé. L'association parisienne « Trois Bisons Prod » s'est vu accorder, via Universal Music France et Sony/ATV Music Publishing France, les droits musicaux pour la création de ce projet.